# Alma Velasco
Alma Velasco (n. Ciudad de México; 7 septiembre 1948) es una escritora, investigadora, académica, actriz, poetisa y música mexicana.

## Trayectoria
Realizó estudios de música, canto, idiomas y teatro en el Conservatorio Nacional de Música, asimismo, Lengua y Literaturas Hispánicas por la Universidad Nacional Autónoma de México (UNAM). 
Es especialista en investigación musical de México y entre sus labores musicales destacadas se encuentra la grabación del disco Así cantaba México, con temas históricos, que abarca desde la Independencia hasta después de la Revolución, incluyendo canción campirana, de humor y de salón.
Desde 1995 ha recorrido profusamente toda la República Mexicana impartiendo cursos y talleres de lectura.
Alma Velasco ha recibido los siguientes reconocimientos: el Premio Nacional de Traducción de Poesía del Instituto Nacional de Bellas Artes y Literatura (1995), la Medalla Gabino Barreda de la UNAM al Mérito Académico (1998) y el Premio Nacional de Poesía para Niños “Narciso Mendoza” (2002).
Se ha dedicado a cantar tanto en grupos como solista con un repertorio que abarca desde el siglo VI hasta la actualidad, tanto en el ámbito culto como en el popular.
Igualmente ha tenido una amplia participación en medios de comunicación como traductora, guionista de radio, locutora, productora y musicalizadora.
En 2012 publicó la novela biográfica "Me llaman la tequilera" sobre la cantante María de la Luz Flores Aceves (1906-1944), mejor conocida como Lucha Reyes, para conmemorar los 70 años de su fallecimiento, que en su momento fue la novela mexicana más vendida en México.[cita requerida]